# Tolima Stereo
Tolima Stereo es una emisora de radio local colombiano, con sede en Ibagué. La emisora es propiedad del empresario Gustavo Garay Yepes bajo la empresa GUAY Medios y operado por la Organización Radial Olímpica, siendo una de las emisoras más escuchadas del departamento. Comenzó sus emisiones en 1983, siendo la primera emisora radial en la FM, por la gobernación del departamento. 
Luego de la Tragedia de Armero, y debido a las dificultades financieras, la emisora sería subastada y cedida al empresario Gustavo Garay Yepes, de la cual pasó ser una emisora comercial. Inició su afiliación con Todelar, luego pasó ser una emisora afiliada a Organización Radial Olímpica, en 2011 pasó a ser emisora afiliada a Caracol Radio que duró sólo tres años, cuando pasó por segunda vez a ser afiliada a  Organización Radial Olímpica a través del sistema Radio Tiempo.